# Човек Вук (филм)
Човек Вук (енгл. Wolf Man) је амерички хорор филм из 2025. године, режисера Лија Ванела, који је и написао сценарио заједно са Корбет Так. Рибут је филма Вукодлак (1941), а продуцирао га је Џејсон Блам. Главне улоге у филму тумаче Кристофер Абот, Џулија Гарнер, Матилда Ферт и Сем Џегер. Радња прати човека који покушава да заштити своју жену и ћерку од вукодлака, само да би се сам заразио и полако почео да се претвара у то створење.
Филм је најављен 2014. и требало је да буде део „Мрачног универзума”, заједничког филмског универзума фокусираног на чудовишта студија Universal Pictures. Арон Гузиковски и Дејвид Калахам били су ангажовани да напишу сценарио. Након неуспеха филма Мумија (2017), Universal је преусмерио фокус на самосталне филмове. Успех Ванеловог Невидљивог човека (2020) оживео је интересовање студија за франшизу са чудовиштима. Прихватили су предлог Рајана Гозлинга, који је требало да тумачи насловну улогу, за нови филм о Вукодлаку, а режију је преузео Дерек Сијенфранс. Међутим, Сијенфранс је напустио пројекат 2023. године, а Гозлинг је одустао од главне улоге, али је остао извршни продуцент, док је Ванел преузео режију са новом глумачком екипом. Главно снимање одвијало се на Новом Зеланду почетком 2024. године.
Филм је биоскопски објављен 17. јануара 2025. године. Наишао је на помешане рецензије критичара.

## Радња
Године 1995, нестанак планинара у удаљеним планинама Орегона покреће спекулације о вирусу повезаном са дивљим животињама тог региона. Током лова у том подручју, млади Блејк Лавел и његов строги отац Грејди примећују мистериозно хуманоидно створење које се крије у шуми и скривају се у уздигнутој ловачкој чеки.
Тридесет година касније, Блејк живи у Сан Франциску са ћерком Џинџер и супругом Шарлот. Попут свог сада отуђеног оца, и он се бори са бесом, што ствара напетост у његовом браку. Једног дана, добија умрлицу за Грејдија, који је нестао, као и кључеве од своје куће из детињства. Одлучује да тамо проведе одмор у покушају да поправи однос са Шарлот.
Не могавши да нађу пут до куће, наилазе на мештанина, Дерека, који их води до куће док сунце залази. Пре него што стигну, створење их избацује с пута, огребе Блејкову руку и одвуче Дерека. У паничном стању, Блејк доводи породицу до куће, укључује агрегат и барикадира улаз како би их заштитио од чудовишта напољу. Са крвавом и зараженом руком, Блејк почиње да показује знаке болести: губи зубе, облива га зној и постаје осетљив на звуке. Када чује створење, прислања уво уз бочна врата, али га чудовиште хвата за ногу кроз отвор за кућне љубимце и додатно га повређује, пре него што га Шарлот заустави ударајући га чекићем.
Шарлот постаје све забринутија док Блејк почиње да губи моторичке функције и способност говора и разумевања. Коса му опада, као и још зуба и ноктију, док му израстају очњаци и канџе, а вид му постаје изобличен. Крзно му прекрива тело, а у покушају да ублажи бол у руци, он је гризе попут животиње, уплашивши Шарлот. Она примећује запуштени камион напољу и успева да га покрене. Међутим, пре него што породица успе да оде, створење разбија ветробранско стакло, приморавши их да потраже уточиште на врху пластеника. Блејк даје знак Шарлот да одведе Џинџер назад у кућу и трчи у супротном правцу како би одвукао чудовиште.
Неколико тренутака касније, Блејк се враћа, шепајући и још више деформисан. Повраћа одсечени прст и прилази Шарлот на застрашујући начин, плашећи њу и Џинџер. Свестан опасности коју представља за њих, припрема се да оде, али створење улази у кућу и напада их. Блејк стаје између чудовишта и своје породице и у борби га уједа за врат, усмртивши га. Приметивши тетоважу на његовој руци, схвата да је чудовиште његов заражени отац. Излази напоље док га последње фазе претварања у вукодлака потпуно преузимају. Губећи контролу, он напада своју породицу, која бежи у оближњу шталу.
Блејк се пробија унутра, користећи новостечени ноћни вид да се неприметно приближи у мраку, али упада у замку за медведе коју је Шарлот поставила. Он одгриза своје заробљено стопало и наставља потеру, док Шарлот и Џинџер беже у оближњу шуму и сакривају се у ловачкој чеки док сунце излази. Блејк се пење, а Шарлот упери пушку у њега. Препознавши његову бол и жељу да оконча своју патњу, они размењују последњи поглед док Блејк насрће, а Шарлот га смртно рањава. Они га теше док умире, а затим излазе из шуме, посматрајући прелепу долину коју је Блејк некада описивао као дете.

## Улоге
| Глумац             | Улога        |
| ------------------ | ------------ |
| Кристофер Абот     | Блејк Лавел  |
| Зак Чендлер (млад) | Блејк Лавел  |
| Џулија Гарнер      | Шарлот Лавел |
| Матилда Ферт       | Џинџер Лавел |
| Сем Џегер          | Грејди Лавел |
| Бенедикт Харди     | Дерек Кил    |